# Encyrtus metharma
Encyrtus metharma är en stekelart som beskrevs av Walker 1846. Encyrtus metharma ingår i släktet Encyrtus och familjen sköldlussteklar. Inga underarter finns listade i Catalogue of Life.